# Sabine Lindorfer

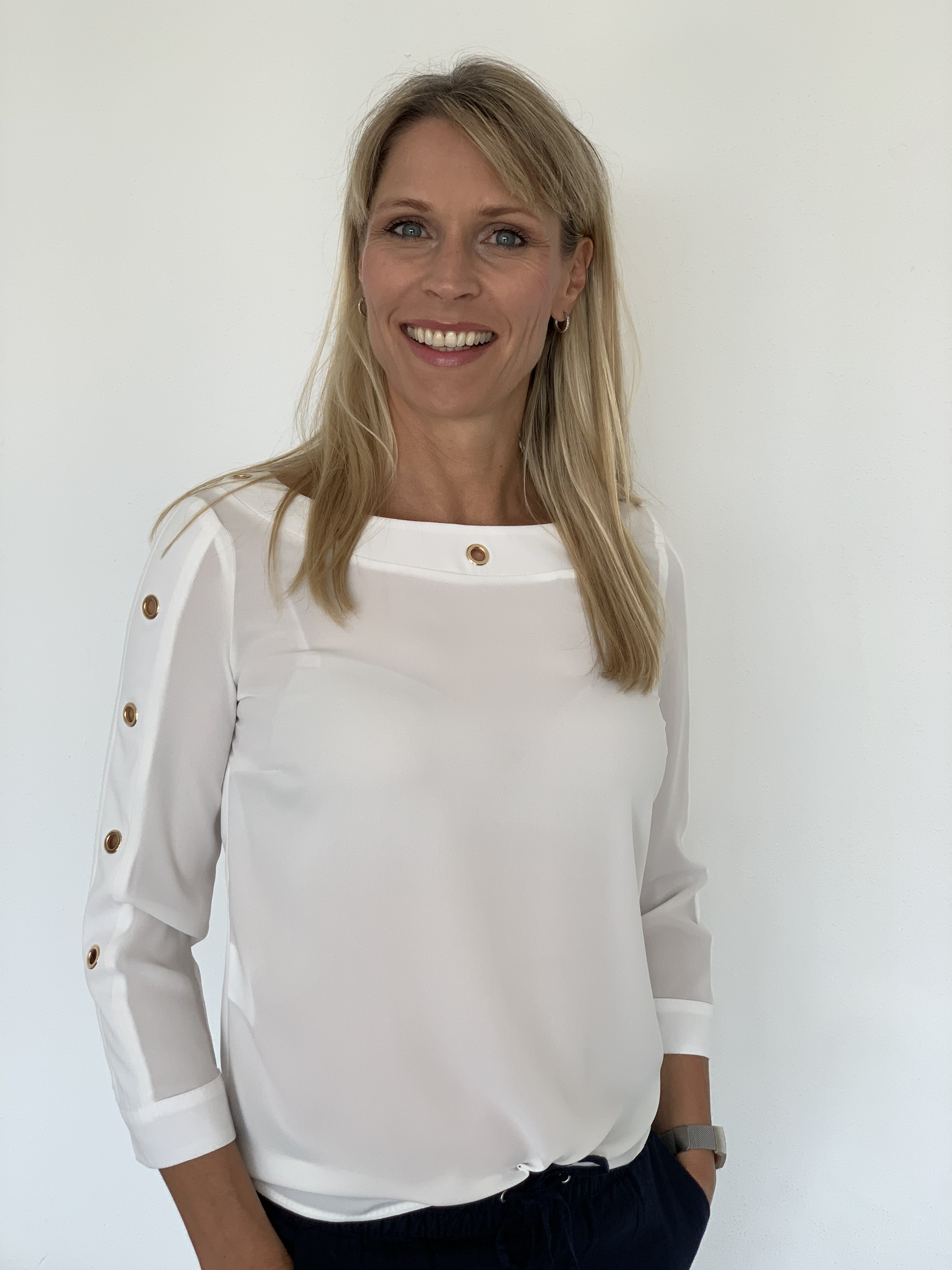
Sabine Lindorfer, 2020

Sabine Lindorfer (* 23. September 1975 in Niederwaldkirchen, Oberösterreich) ist eine österreichische Moderatorin, ehemalige Miss Austria und Kommunalpolitikerin.

## Leben
Am 28. Februar 1998 wurde die damalige Bankangestellte zur Miss Austria gewählt. Sie vertrat Österreich im gleichen Jahr bei der Wahl zur Miss World auf den Seychellen, hier kam sie jedoch nicht ins Finale der besten zehn.
Seit 2001 ist sie selbstständige Moderatorin für Veranstaltungen und Messen, sowie Trainerin im Bereich Führungskompetenz und Auftreten in der Öffentlichkeit. 2008 beendete sie an der Johannes Kepler Universität Linz ihr Magisterstudium der Wirtschaftspädagogik und schloss dieses mit dem akademischen Grad Mag.rer.soc.oec (Magister) ab. Im Jahr 2017 beendete sie das Studium Bachelor of Education an der Pädagogischen Hochschule OÖ und schloss dieses mit dem Akademischen Grad BEd ab. Sie ist Wirtschaftskammerobfrau des Bezirkes Urfahr-Umgebung. Daneben unterrichtet sie an der Berufsschule BS7 in Linz. Seit 2016 ist sie Moderatorin des Fernsehsenders TV1.
Bei der Nationalratswahl in Österreich 2017 kandidierte Lindorfer auf dem aussichtslosen vierzehnten Platz der Oberösterreichischen Landesliste für die damals von Sebastian Kurz als Neue Volkspartei aufgestellte ÖVP. In Boulevardmedien kursierte daraufhin unter anderem eine Fotomontage, die Lindorfer im Bikini neben dem anzugtragenden Kurz vor dem Hintergrund des Parlamentssitzungssaales zeigte. Der SPÖ-Bundesgeschäftsführer Georg Niedermühlbichler artikulierte daraufhin Zweifel an der Tauglichkeit der Kandidatin und sah sich in Folge dem Vorwurf des Sexismus ausgesetzt, Dementgegen wies die Schriftstellerin Julya Rabinowich in der folgenden medialen Diskussion auf den Sexismus der ÖVP bei der Vermarktung der Kandidatin als "Ex-Miss" hin, obwohl diese in der Zwischenzeit erfolgreich einen anderen Karriereweg verfolgt hatte.
Seit 4. November 2021 ist sie 1. Vizebürgermeisterin (ÖVP) für Feldkirchen an der Donau.
Sabine Lindorfer ist verheiratet, hat eine Tochter und lebt in Feldkirchen an der Donau.

## Veröffentlichungen
- mit Norbert Blaichinger, Joachim Keppelmüller, Klaus Volker: Das 1x1 des erfolgreichen Gemeinderats. edition innsalz, 2002, ISBN 3-901535-64-0